# Józef Łuszczek
Józef Łuszczek (ur. 20 maja 1955 w Zubsuchem k. Zakopanego) – polski biegacz narciarski, dwukrotny medalista mistrzostw świata, olimpijczyk.

## Kariera
Pierwszy Polak, który został mistrzem świata w biegach narciarskich. W 1978 roku podczas mistrzostw świata w Lahti wygrał bieg na dystansie 15 km, a na 30 km był trzeci. Został wybrany najlepszym zawodnikiem mistrzostw świata (poza dwoma medalami zajął jeszcze 7. miejsce na 50 km). Cztery lata później, na mistrzostwach świata w Oslo Łuszczek zajął 15. miejsce na 30 km i 19. na 15 km.
Dwukrotnie wystartował w igrzyskach olimpijskich. W 1980 roku na igrzyskach w Lake Placid zajął 5. miejsce na 30 km, 6. na 15 km oraz 17. na dystansie 50 km. Na igrzyskach olimpijskich w Sarajewie cztery lata później zajął 27. miejsce na 50 km, 36. na 15 km i 41. na 30 km. Na obydwu olimpiadach pełnił funkcję chorążego polskiej reprezentacji.
Ponadto 36 razy zdobył mistrzostwo Polski. Wybrany najlepszym sportowcem 1978 w Polsce w prestiżowym Plebiscycie „Przeglądu Sportowego”.
4 listopada 2009 został odznaczony Krzyżem Oficerskim Orderu Odrodzenia Polski.

## Rodzina
Z pierwszego małżeństwa z Magdaleną ma syna Artura. Z drugą (obecną) żoną Haliną ma dwóch synów Daniela oraz Rafała. Ponadto, Józef Łuszczek ma córkę Paulinę, która reprezentowała Polskę w biegach narciarskich, oraz syna Konrada.

## Osiągnięcia

### Igrzyska olimpijskie
| Miejsce | Dzień     | Rok  | Miejscowość | Konkurencja             | Czas biegu | Strata   | Zwycięzca        |
| ------- | --------- | ---- | ----------- | ----------------------- | ---------- | -------- | ---------------- |
| 5.      | 14 lutego | 1980 | Lake Placid | 30 km stylem klasycznym | 1:27:02,80 | +2:00,84 | Nikołaj Zimiatow |
| 6.      | 17 lutego | 1980 | Lake Placid | 15 km stylem klasycznym | 41:57,63   | +1:01,40 | Thomas Wassberg  |
| 17.     | 23 lutego | 1980 | Lake Placid | 50 km stylem klasycznym | 2:27:24,60 | +9:13,45 | Nikołaj Zimiatow |
| 41.     | 10 lutego | 1984 | Sarajewo    | 30 km stylem dowolnym   | 1:28:56,3  | +9:15,4  | Nikołaj Zimiatow |
| 36.     | 13 lutego | 1984 | Sarajewo    | 15 km stylem klasycznym | 41:25,6    | +3:39,2  | Gunde Svan       |
| 27.     | 19 lutego | 1984 | Sarajewo    | 50 km stylem klasycznym | 2:15:55,8  | +9:51,1  | Thomas Wassberg  |

### Mistrzostwa świata
| Miejsce | Dzień     | Rok  | Miejscowość | Konkurencja             | Czas biegu | Strata   | Zwycięzca         |
| ------- | --------- | ---- | ----------- | ----------------------- | ---------- | -------- | ----------------- |
| 3.      | 19 lutego | 1978 | Lahti       | 30 km stylem klasycznym | 1:32:56,00 | +56,21   | Siergiej Sawielew |
| 1.      | 21 lutego | 1978 | Lahti       | 15 km stylem klasycznym | 49:09,37   | -        | -                 |
| 7.      | 26 lutego | 1978 | Lahti       | 50 km stylem klasycznym | 2:46:43,06 | +4:49,69 | Sven-Åke Lundbäck |
| 15.     | 20 lutego | 1982 | Oslo        | 30 km stylem dowolnym   | 1:21:52,3  | +2:30,7  | Thomas Eriksson   |
| 19.     | 23 lutego | 1982 | Oslo        | 15 km stylem dowolnym   | 38:52,5    | ?        | Oddvar Brå        |
| 50.     | 22 lutego | 1985 | Seefeld     | 15 km stylem klasycznym | 40:42,7    | +5:19,2  | Kari Härkönen     |

### Puchar Świata
W sezonach 1973/1974 - 1980/1981 Puchar Świata rozgrywany był nieoficjalnie.

#### Miejsca w klasyfikacji generalnej
- sezon 1976/1977: 22.
- sezon 1977/1978: 7.
- sezon 1978/1979: ?
- sezon 1979/1980: 6.
- sezon 1980/1981: ?
- sezon 1981/1982: 11.
- sezon 1983/1984: 40.
- sezon 1983/1984: 59.

#### Miejsca na podium
1. Kastelruth – 10 stycznia 1978 (30 km) – 3. miejsce
2. Le Brassus – 21 stycznia 1978 (15 km) – 2. miejsce
3. Lahti – 20 lutego 1978 (30 km) – 3. miejsce
4. Lahti – 21[2] lutego 1978 (15 km) – 1. miejsce
5. Ramsau – 15 stycznia 1980 (15 km) – 2. miejsce

#### Miejsca w15oficjalnych zawodów PŚ
- 5. -  Brusson (24 stycznia 1982) – 30 km
- 6. -  Lahti (7 marca 1982) – 50 km
- 8. -  Ramsau (16 grudnia 1983) – 30 km
- 12. -  Szczyrbskie Jezioro (19 marca 1982) – 15 km
- 14. -  Le Brassus (16 stycznia 1982) – 15 km